# Lionel Plumenail
Lionel Plumenail (Burdeos, 22 de enero de 1967) es un deportista francés que compitió en esgrima, especialista en la modalidad de florete.
Participó en dos Juegos Olímpicos de Verano, obteniendo dos medallas, oro en Sídney 2000, en el torneo por equipos (junto con Jean-Noël Ferrari, Brice Guyart y Patrice Lhôtellier), y plata en Atlanta 1996, en la prueba individual.
Ganó cuatro medallas en el Campeonato Mundial de Esgrima entre los años 1997 y 1999, y una medalla de oro en el Campeonato Europeo de Esgrima de 1996.

## Palmarés internacional
| Juegos Olímpicos   | Juegos Olímpicos            | Juegos Olímpicos  | Juegos Olímpicos    |
| Año                | Lugar                       | Medalla           | Prueba              |
| ------------------ | --------------------------- | ----------------- | ------------------- |
| 1996               | Atlanta (Estados Unidos)    | Medalla de plata  | Florete individual  |
| 2000               | Sídney (Australia)          | Medalla de oro    | Florete por equipos |
| Campeonato Mundial |                             |                   |                     |
| Año                | Lugar                       | Medalla           | Prueba              |
| 1997               | Ciudad del Cabo (Sudáfrica) | Medalla de oro    | Florete por equipos |
| 1997               | Ciudad del Cabo (Sudáfrica) | Medalla de bronce | Florete individual  |
| 1998               | La Chaux-de-Fonds (Suiza)   | Medalla de plata  | Florete por equipos |
| 1999               | Seúl (Corea del Sur)        | Medalla de oro    | Florete por equipos |
| Campeonato Europeo |                             |                   |                     |
| Año                | Lugar                       | Medalla           | Prueba              |
| 1996               | Limoges (Francia)           | Medalla de oro    | Florete individual  |